# Qatar Stars League 2009-2010
La Qatar Stars League 2009-2010  è la 37ª edizione della massima competizione nazionale per club del Qatar, la squadra campione in carica è l'Al-Gharafa.
Alla competizione prendono 12 squadre, tra cui le neo-promosse Al-Ahly Doha e Al-Shamal.

## Classifica
|                  | Pos. | Squadra        | Pt | G  | V  | N | P  | GF | GS | DR  |
| ---------------- | ---- | -------------- | -- | -- | -- | - | -- | -- | -- | --- |
| Qatar (bandiera) | 1.   | Al-Gharafa     | 46 | 19 | 14 | 4 | 1  | 37 | 12 | +25 |
|                  | 2.   | Al-Sadd        | 36 | 19 | 10 | 6 | 3  | 31 | 16 | +15 |
|                  | 3.   | Al-Arabi       | 35 | 19 | 11 | 2 | 6  | 42 | 26 | +16 |
|                  | 4.   | Qatar SC       | 34 | 19 | 9  | 7 | 3  | 34 | 24 | +10 |
|                  | 5.   | Al-Rayyan      | 27 | 19 | 8  | 3 | 8  | 27 | 24 | +3  |
|                  | 6.   | Al-Kharitiyath | 27 | 19 | 6  | 9 | 4  | 25 | 24 | +1  |
|                  | 7.   | Umm-Salal      | 26 | 19 | 7  | 5 | 7  | 22 | 24 | -2  |
|                  | 8.   | Al-Wakrah      | 25 | 19 | 7  | 4 | 8  | 25 | 33 | -8  |
|                  | 9.   | Al-Khor        | 20 | 19 | 5  | 5 | 9  | 23 | 27 | -4  |
|                  | 10.  | Al-Ahli Doha   | 14 | 19 | 3  | 5 | 11 | 21 | 42 | -21 |
|                  | 11.  | Al-Sailiya     | 14 | 19 | 4  | 2 | 13 | 17 | 31 | -14 |
|                  | 12.  | Al-Shamal      | 10 | 19 | 2  | 4 | 13 | 21 | 42 | -21 |

## Marcatori
| Gol |  |  | Giocatore                 | Squadra        |
| --- |  |  | ------------------------- | -------------- |
| 21  |  |  | Younis Mahmoud            | Al-Gharafa     |
| 21  |  |  | Cabore                    | Al-Arabi       |
| 20  |  |  | Leandro                   | Al-Sadd        |
| 17  |  |  | Adil Ramzi                | Al-Wakrah      |
| 15  |  |  | Clemerson                 | Al-Gharafa     |
| 15  |  |  | Sebastián Soria           | Qatar SC       |
| 11  |  |  | Magno Alves               | Umm-Salal      |
| 10  |  |  | Alaa Abdul-Zahra          | Al-Kharitiyath |
| 9   |  |  | Júlio César do Nascimento | Al-Ahli Doha   |
| 9   |  |  | Afonso Alves              | Al-Rayyan      |